# Dezembro Vermelho

Uma faixa vermelha genérica, símbolo da campanha

No Brasil, o Dezembro Vermelho é uma campanha de conscientização para o tratamento precoce da síndrome da imunodeficiência adquirida (AIDS, ou SIDA) e de outras infecções sexualmente transmissíveis. O mês de dezembro foi escolhido pelo Ministério da Saúde em razão do Dia Mundial de Combate à AIDS, que é o 1.º de dezembro. A cor vermelha, por sua vez, foi escolhida por ser a cor do laço que é símbolo da luta contra a AIDS.
Embora ações de conscientização já ocorressem no Brasil (e no mundo), O Dezembro Vermelho não era oficialmente reconhecido até 2017. Em outubro desse ano, o Senado Federal promulgou a Lei 13.504 que instituiu oficialmente "a campanha nacional de prevenção ao HIV/AIDS e outras infecções sexualmente transmissíveis, denominada Dezembro Vermelho". A lei foi publicada no Diário Oficial da União no dia 7 de novembro.

## Tramitação
A autoria do Projeto de Lei foi dos deputados Jean Wyllys, Erika Kokay e Paulo Teixeira, todos do Partido dos Trabalhadores (PT).

## Controvérsia
Em dezembro de 2018, Jean Wyllys denunciou que, no mês, o Congresso Nacional não iluminou o prédio de vermelho, mas sim de laranja (conscientização sobre o câncer de pele). Wyllys alegou que a lei que instituía o Dezembro Vermelho já havia sido sancionada, e que não havia nenhum "Dezembro Laranja". A presidência da Câmara respondeu a Jean Wyllys que a decisão seria revertida e que o Congresso seria iluminado daquela cor.